# Child of Glass
Child of Glass è il primo album in studio del gruppo musicale tedesco Blutengel, pubblicato il 22 febbraio 1999 dalla Out of Line.

## Tracce
1. Introduction – 1:16
2. Beauty of Suffering – 6:11
3. Goddes of Lies – 7:38
4. Weg zu Mir – 6:39
5. Das Blut der Ewigkeit – 4:52
6. My Time – 5:25
7. Desire – 3:03
8. Du Tanzt – 5:48
9. Leave the World – 5:53
10. No God – 7:12
11. Warriors of Destiny – 6:58
12. Suicide – 5:54
13. Demon of Temptation – 4:48
14. Footworship – 2:22

## Formazione
- Chris Pohl - voce
- Kati Roloff - voce nelle tracce Weg zu Mir e Footworship
- Nina Bendigkeit - voce nelle tracce Desire e Suicide